# Hypsiboas lundii
Hypsiboas lundii is een kikker uit de familie boomkikkers (Hylidae). De wetenschappelijke naam van de soort werd in 1856 gepubliceerd door Hermann Burmeister.
De soort komt voor in de regio Cerrado van oostelijk centraal Brazilië.

## Synoniemen
- Hyla pustulosa Reinhardt & Lütken, 1862[4]
- Hylella punctatissima Reinhardt & Lütken, 1862[5]
- Hyla biobeba Bokermann & Sazima, 1973

Aplastodiscus · 
Bokermannohyla · 
Colomascirtus · 
Hyloscirtus · 
Hypsiboas · 
Myersiohyla